# Louis Balthazar Dubay
Louis Balthazar Dubay est un homme politique français né le 3 novembre 1775 à Villeneuve-de-Berg (Vivarais) et mort le 13 novembre 1859 au château de Crozat, à Saint-Didier-de-Crussol (Ardèche).

## Biographie
Louis Balthazar Dubay est issu d'une famille noble et royaliste. Il est le fils aîné de Jacques-Louis Dubay, seigneur de Crozat, Cros, Cevelas, Abeilhouse et d'autres lieux, et de son épouse, Agathe Dubois de Saint-Jean.  
Il est maire de Saint-Didier-de-Crussol de septembre 1801 à octobre 1813, puis maire de Saint-Péray d'octobre 1813 à septembre 1815.  
il devient conseiller de préfecture en 1815 et est créé baron par ordonnance royale du 17 janvier 1816. 
Il est député de l'Ardèche de 1821 à 1828, siégeant au centre et soutenant les ministères de la Restauration. Il est élu conseiller général en 1834 pour le canton de Saint-Péray et exerce ses fonctions jusqu'en 1848.
Il décède le 13 novembre 1859 au château de Crozat, sa demeure. 

## Distinctions
- Chevalier de la Légion d'honneur (16 octobre 1814)[5]

## Sources
- « Louis Balthazar Dubay », dans Adolphe Robert et Gaston Cougny, Dictionnaire des parlementaires français, Edgar Bourloton, 1889-1891 [détail de l’édition]
- Gustave Chaix d'Est-Ange, Dictionnaire des familles françaises anciennes ou notables à la fin du XIXe siècle, Tome 3, Évreux, imprimerie Charles Hérissey, 1904, 415 pages
- Du Bay en Vivarais, Valence, Imprimerie Marc Aurel, 1856, 40 pages